# Montserrat Franquesa Gòdia
Montserrat Franquesa Gòdia   (Lleida, 23 de juny de 1966 - Barcelona, 18 d'octubre de 2021) va ser una traductora, professora, neohel·lenista i esperantista catalana; llicenciada en filologia clàssica i en filologia germànica, i doctora en traducció per la Universitat Autònoma de Barcelona.
Conjuntament amb Joaquim Gestí i Andreu Martí és autora de la versió catalana del Dictionnaire de la mythologie grecque et romaine, de Pierre Grimal, amb la consegüent incorporació al català d'un bon nombre de noms propis grecs i llatins, contribuint al procés de fixació dels criteris de transcripció d'aquests al català. Membre fundador de l'Associació Catalana de Neohel·lenistes, va traduir juntament amb Joaquim Gestí diversos autors neogrecs, entre ells Dora Iannakopulu, Petros Màrkaris, Litsa Psarafti, Maria Skiadaresi, Soti Triantafillou, Thanassis Valtinós, Geórgios Viziïnós i Lilí Zografu. Va ser membre i presidenta de l'Associació de Professorat d'Alemany de Catalunya, i va traduir de l'alemany al català obres de Joseph Roth, Sebastian Haffner, Karl Bruckner o Dirk Reinhardt, entre d'altres.
Va investigar la tasca cultural de la Fundació Bernat Metge pel que fa a la traducció dels clàssics grecs i llatins al català, que va ésser objecte de la seva tesi doctoral, fruit de la qual va publicar La Fundació Bernat Metge, una obra de país (1923-1938), on analitza el paper dut a terme, en la referida etapa inicial, per Francesc Cambó, com a mecenes, per Joan Estelrich com a impulsor i director, per Joaquim Balcells, en tant que revisor de les traduccions llatines i per Carles Riba, pel que fa a la revisió de les traduccions gregues; obra que va completar amb treballs relatius a períodes posteriors de la referida Fundació.
Del 2017 al 2021 va ser cap de redacció, conjuntament amb Joaquim Gestí, de Visat, revista digital de literatura i traducció del PEN Català (Visat).
Franquesa va ser membre de la junta de l'Associació Catalana d'Esperanto (KEA) i editora en cap de la revista Kataluna Esperantisto, llengua internacional i drets lingüístics, l'òrgan oficial d'aquesta associació. Des d'aquest càrrec, va impulsar la revitalització de la revista en la seva sisena època, tasca que va iniciar amb la publicació del número 369 (135), el juny de 2021. Era filla del també esperantista Josep Franquesa i Solé, empresari i membre del comitè de l'Associació Universal d'Esperanto durant 15 anys i de la Societat Zamenhof i impulsor de l'esperanto en l'àmbit del comerç.

## Premi Montserrat Franquesa de Traducció
Des de l'any 2024, el premi atorgat anualment pel PEN Català a la millor traducció literària al català publicada l'any anterior (Premi PEN Català de Traducció), va passar a anomenar-se Premi Montserrat Franquesa de Traducció.